# Åsele
För andra betydelser, se Åsele (olika betydelser).
Ej att förväxla med Åmsele i Vindelns kommun, eller Åselet i Skellefteå kommun.
Åsele (sydsamiska Sjeltie) är en tätort och centralort i Åsele kommun i sydligaste Lappland, Västerbottens län. Åsele ligger längs riksväg 92, 50 km väster om Fredrika. Riksväg 90 passerar strax öster om tätorten. Ångermanälven flyter genom Åsele. Orten är främst känd för Åsele marknad, som är en av Sveriges största marknader och med anor från 1600-talet. 

## Historia
Åsele är ett månghundraårigt centrum för administration och näringsliv. Orten var tingsställe för Åsele tingslag, vilket förr omfattade i stort sett hela södra Lappland upp till gränsen mot Norge.

### Administrativa tillhörigheter
Åsele var och är kyrkby i Åsele socken och ingick efter att  kommunreformen 1862 genomförts 1874 i Åsele landskommun där Åsele (kyrkplats) municipalsamhälle inrättades 5 juli 1901. Åsele köping bildades 1959 genom en ombildning av landskommunen. Köpingskommunen uppgick 1971 i Åsele kommun där Åsele sedan dess är centralort.
I kyrkligt hänseende har orten till 2010 hört till Åsele församling, därefter till Åsele-Fredrika församling. 
Orten ingick till 1948 i Åsele tingslag, före 1922 benämnt Åsele lappmarks tingslag och därefter till 1971 i Åsele och Vilhelmina tingslag. Från 1971 ingår Åsele i Lycksele domsaga.

### Befolkningsutveckling
| Befolkningsutvecklingen i Åsele 1900–2020 | Befolkningsutvecklingen i Åsele 1900–2020 | Befolkningsutvecklingen i Åsele 1900–2020 | Befolkningsutvecklingen i Åsele 1900–2020 | Befolkningsutvecklingen i Åsele 1900–2020 |
| ----------------------------------------- | ----------------------------------------- | ----------------------------------------- | ----------------------------------------- | ----------------------------------------- |
|                                           |                                           |                                           |                                           |                                           |
| År                                        |                                           |                                           | Folkmängd                                 | Areal (ha)                                |
| 1900                                      | 1900                                      |                                           | 558                                       | †                                         |
| 1960                                      | 1960                                      |                                           | 1 866                                     |                                           |
| 1965                                      | 1965                                      |                                           | 2 053                                     |                                           |
| 1970                                      | 1970                                      |                                           | 2 249                                     |                                           |
| 1975                                      | 1975                                      |                                           | 2 165                                     |                                           |
| 1980                                      | 1980                                      |                                           | 2 316                                     |                                           |
| 1990                                      | 1990                                      |                                           | 2 260                                     | 307                                       |
| 1995                                      | 1995                                      |                                           | 2 211                                     | 331                                       |
| 2000                                      | 2000                                      |                                           | 2 080                                     | 332                                       |
| 2005                                      | 2005                                      |                                           | 1 920                                     | 333                                       |
| 2010                                      | 2010                                      |                                           | 1 798                                     | 338                                       |
| 2015                                      | 2015                                      |                                           | 1 706                                     | 231                                       |
| 2020                                      | 2020                                      |                                           | 1 678                                     | 227                                       |
| † Som köpingsliknande samhälle 1900.      |                                           |                                           |                                           |                                           |

## Samhället
Åsele är en handels- och serviceort och har viss industri. Åsele hembygdsområde innehåller mycket av kulturellt intresse.
Här ligger Åsele kyrka.

## Evenemang
Varje år anordnas Sveriges största marknad, Åsele marknad med 150 000 besökare under 4 dagar.